# آلپینا (داکوتای جنوبی)
آلپینا(به انگلیسی: Alpena) شهری در ایالت داکوتای جنوبی کشور ایالات متحده آمریکا است که جمعیت آن در سرشماری سال ۲۰۱۰ میلادی، ۲۸۶ نفر بوده‌است.